# Schariwari
Schariwari ist eine deutsche Folkrockband aus dem oberbayerischen Kirchseeon bei München.

## Bandgeschichte
Als Bandname wurde das französische Wort Charivari (deutsch: Durcheinander) gewählt, das in Bayern für eine Trachtenkette steht. Die Texte werden in bayerischer Mundart gesungen.
Schariwari wurde 1977 von den beiden Komponisten und Textern Günther Lohmeier und Hans Reupold gegründet. Nach ersten Auftritten in der Münchner Kleinkunstszene folgten die ersten Fernsehauftritte, wie z. B. Show Bühne mit Alfred Biolek, Auftritte beim Nürnberger Bardentreffen oder Oldenburger Kultursommer.
Bis 1983 erschienen insgesamt drei LPs, bevor sich die Band weitgehend zurückzog. 1995 formierte sich Schariwari in neuer Besetzung und wirkte mehrfach bei dem Festival „Songs an einem Sommerabend“ auf Kloster Banz des Bayerischen Rundfunks mit. Ihr Lied Wer weiß a Antwort kam auf die CD des Jubiläumskonzerts 2011. Seither wurden fünf CDs und eine DVD produziert. Ihre Bühnenaktivitäten umfassen 2018 bereits 40 Jahre.

## Bayerische Rauhnacht
Im Dezember 1996 fand die Uraufführung des von Schariwari konzipierten Musiktheaterstücks Bayerische Rauhnacht – Ein Mystical mit Schariwari, statt. Ein Geschichtenerzähler führt durch eine Mischung von Mythologie, Folkrock und Theater.
Die Bayerische Rauhnacht wurde 2004 mit dem Deutschen Rock & Pop Preis ausgezeichnet. Im Januar 2006 fand die (vorerst) letzte Vorstellung des Mysticals statt, das zehn Jahre lang jährlich von Ende November bis Anfang Januar vorwiegend in Bayern, aber auch in Österreich, der Schweiz und Italien auf Tournee ging.
Ab Dezember 2018 wurde die Bayerische Rauhnacht nach über zehn Jahren erneut aufgeführt: Veranstaltungsorte waren Ebersberg, Rosenheim und Landshut. Der Mitkomponist Hans Reupold tritt wegen Krankheit nicht mehr auf und wurde ersetzt. Auch im Dezember 2019/Januar 2020 wird das Mystical weiterhin aufgeführt.

## Auszeichnungen
- 1982: Preisträger der Deutschen Phono-Akademie
- 1995: Preis für Songpoeten der Hanns-Seidel-Stiftung
- 2004: Deutscher Rock & Pop Preis 2004 – in der Sonderkategorie Musical für das Mystical „Bayerische Rauhnacht“

## Diskographie
- 1980: Leit’ schaugt’s uns ins G’sicht (LP)
- 1981: Der Mensch geht vor (LP)
- 1983: De Zeit is reif (LP)
- 1990: Rockballaden – Best of (CD)
- 1995: Zaubertroll (CD)
- 1997: Bayerische Rauhnacht (CD)
- 2002: Leckt’s mich am Arsch (Maxi-CD)
- 2003: Gemeinsamkeiten (CD)
- 2007: Songpoeten 30 Jahre Folkrock (DVD)
- 2010: Rockballaden 2 – Best of (CD)